# Río San Marino
El río San Marino (en italiano: Río San Marino o Torrente San Marino) es un río en la península itálica. Fluye a través de San Marino (Chiesanuova y Acquaviva), luego al norte entrando en Italia. Durante parte de su recorrido forma parte de la frontera entre los dos países. Desemboca en el Marecchia en Torello, parte de la comuna de San Leo (provincia de Pésaro y Urbino).